# 穆图伊皮
穆图伊皮是巴西巴伊亚州的一个市镇。总面积273.32平方公里，总人口20441人，人口密度74.8人/平方公里。